# カンピージョス国際ピアノコンクール
カンピージョス国際ピアノコンクール(Concurso Internacional de Piano de Campillos)は、スペイン・アンダルシア州マラガ県カンピージョスで開催される国際ピアノコンクール。

## 歴史
アーリンク・アルゲリッチ財団には初年度の2007年から加盟したが、2017年に年齢制限無しの国際ピアノコンクールへ移行した。年齢制限のない国際ピアノコンクールはかつてロシア・モスクワに存在したリヒテル国際ピアノコンクールのように資金難で打ち切られることが多い。宣伝の割にあまり盛り上がらないイヴェントと化していることが多い中、このカンピージョス国際ピアノコンクールは2017年から年齢制限無しのコンクールに移行した後も、第1次予選出場者数40人以下で開始されている。

## 課題曲
2017年以降は、ビデオ審査を経た第1次は15分、第2次は30分。本選は1つの協奏曲だけである。また年齢制限がないため本選の協奏曲リストは難易度を抑えた6つしかない。2016年までの年齢制限があった当初は、独奏の完全自由曲だけで争われていた。

## 近年の優勝者
- 2007 Chenyin Li
- 2008 Maryna Baranova
- 2009 アレクサンドル・ヤコブレフ
- 2010 Alexei Chernov
- 2011 Stanislav Khrystenko
- 2012 Alexey Starikov
- 2013 Yedam Kim
- 2014  斉藤一也[1]
- 2015 Samson Tsoy
- 2016 該当者無し
- 2017 Daniel Hyun-Woo Evans
- 2018 Rokas Valuntonis
- 2019  中川真耶加[2]
- 2020 Maria Eydman
- 2021 Roman Kosyakov
- 2022 Jeong Jin Kim
- 2023 Shinyoung Lee
- 2024 Charles Berofsky[3]